# Polyzoa
Polyzoa is een geslacht van zakpijpen (Ascidiacea) uit de familie Styelidae en de orde Stolidobranchia.

## Soorten
- Polyzoa atlantica Sanamyan et al., 2009
- Polyzoa exigua Kott, 1990
- Polyzoa insularis Millar, 1967
- Polyzoa iosune Turon & López-Legentil, 2016
- Polyzoa minor Monniot C., 1970
- Polyzoa nodosa Kott, 1990
- Polyzoa opuntia Lesson, 1830
- Polyzoa pacifica Tokioka, 1951
- Polyzoa reticulata (Herdman, 1886)
- Polyzoa translucida Ritter & Forsyth, 1917
- Polyzoa vesiculiphora Tokioka, 1951
- Polyzoa violacea (Oka, 1915)